# تنافر

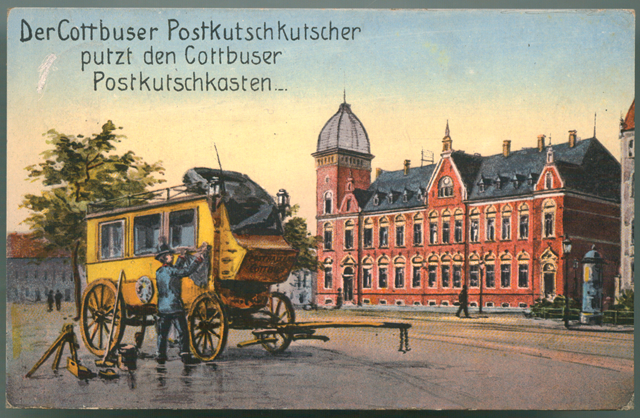

الأغلوطة أو التنافر أو لاوية اللسان هي وصف في الكلمة يوجب ثقلها على اللسان وعسر النطق بها؛ نحو ال‍هعخع‍‍ و‍مستشزرات‍‍.

## اصطلاح
التنافر عند أهل المعاني يطلق على وصف في الكلمة يوجب ثقلها على اللسان، سواء كان لتنافر نفس الحروف أو لتنافر كيفياتها أو لهما. ف‍قالن‍‍ بالتقاء الساكنين مشتمل على تنافر الحروف من حيث كيفياتها، نعم هو داخل في مخالفة القياس أيضا. ومن التنافر ما هو يوجب التناهي في الثقل، نحو ال‍هعخع‍‍ بكسر الهاء وفتح الخاء بمعنى النبت الأسود في قول أعرابي سئل عن ناقته فقال تركتها ترعى ال‍هعخع‍‍. ومنه ما هو دون ذلك نحو ‍مستشزرات‍‍ في قول امرئ القيس:
أي مرتفعات إلى العلى.
وتنافر الكلمات أن تكون الكلمات بسبب اجتماعها ثقيل. على اللسان — إما في نهاية الثقل كقول الشاعر: 

فإن التنافر ليس في ‍قرب‍‍ ولا في ‍قبر‍‍ بل عند اجتماعهما حصل على اللسان ثقل جدا؛ وإما دون ذلك كقول أبي تمام:
فإن في ‍أمدحه‍‍ من الثقل لما بين الحاء والهاء من القرب لكن لا إلى حد يخرج به الكلمة من الفصاحة. فإذا تكرر كمل الثقل أي بلغ حدا لا يتحمله الفصيح وذلك لأنه تكرر اجتماع الحاء والهاء وأدى إلى اجتماع حروف الحلق، إلا أن التنافر لم يحصل فيه من حروف كلمة واحدة فلم يعد تنافر حروف.
والتنافر مطلقا سواء كان تنافر الحروف أو تنافر الكلمات مُخلٌ بالفصاحة.

## وصلات خارجية
- (بالفارسية) متنافر - لغت نامه دهخدا
- Arabic Tongue Twisters